# 減速材
減速材（げんそくざい、英: Moderator）とは原子力発電において核分裂後に放出される中性子の速度を下げる役割を果たすもの。

## 概要
減速材は、原子炉において中性子と核燃料を効率よく反応させるために用いられる。
減速材として用いる材質は、中性子を減速させるまでの所要時間が短く、中性子吸収効果の少ないものが望ましい。中性子の吸収効果を少なくするためには、原子番号の小さい元素を選定すればよい。
核分裂が起こった際に発生する中性子線は高速中性子と呼ばれるもので、およそ1MeVのエネルギーを持っている。1MeVの中性子の速度は毎秒1.4万kmと高速であるため、効率よく核分裂性の吸収を起こすことが出来ない。この高速中性子は、減速効果のある材質を適量用いる事で、エネルギーを減少させることが出来る。減速された中性子は、平均0.025eVの極めて低いエネルギーを持ち、熱中性子と呼ばれる。
中性子の減速は中性子が減速材に衝突した際に中性子が持っているエネルギーが衝突した物質に移動することで行われる。中性子が減速するのに要する時間を短くするためには、一度の衝突で中性子から移動するエネルギーをより多くする必要がある。中性子は減速材に何度も衝突するうちに熱中性子へと変化する。その衝突回数は、最も軽い水素で18回、実用化されている中で最も重い炭素（黒鉛）では114回程度である。衝突回数が多いと言うことは中性子の移動距離が長いということで、すなわち黒鉛を用いて高速中性子を十分に減速するためには中性子の移動距離を長く取る必要がある。故に、減速材として黒鉛を用いる原子炉は、炉心が大型化してしまう事になる。
一度の衝突で減少するエネルギーを対数で表したものを減速能といい、減速能の吸収断面積に対する比を減速比という。減速材の減速効果は、核分裂の連鎖を促す役割だけでなく、炉心から外部に中性子が漏れることを防ぐ目的でも使用される。このような目的で用いられる場合は、材質が同じであっても、反射体と呼ばれることになる。炭酸ガスおよび軽水や重水など、減速材に流体を用いる場合は、減速材と冷却材を共用出来る。
ほとんどの原子炉では減速材を用いるが、高速増殖炉ではプルトニウムの生成に高速中性子を必要とするため、減速材は使用されない。

## 減速材による炉型の分類

### 軽水炉
軽水を減速材として用いる原子炉を軽水炉と呼ぶ。以下の炉型がある。
- 沸騰水型原子炉 (BWR)
- 加圧水型原子炉 (PWR)
- ロシア型加圧水型原子炉 (VVER)
- 韓国標準型原子炉 (KSNP)

### 重水炉
重水を減速材として用いる原子炉を重水炉と呼ぶ。以下の炉型がある。
- カナダ型加圧重水炉 (CANDU)
- 重水減速軽水冷却炉 (SGHWR)
- ガス冷却重水炉 (GCHWRまたはHWGCR)
- 重水減速沸騰軽水冷却型

### 黒鉛炉
黒鉛を減速材として用いる原子炉を黒鉛炉と呼ぶ。以下の炉型がある。
- ガス冷却炉（マグノックス炉） (GCR)
- 改良型ガス冷却炉 (AGR)
- 高温ガス冷却炉 (HTGR)
- 黒鉛減速沸騰水冷却型原子炉 (RBMK)
- 黒鉛減速加圧軽水冷却型原子炉